# Лажис (Риу-Гранди-ду-Норти)
Лажис (порт. Lajes) — муниципалитет в Бразилии, входит в штат Риу-Гранди-ду-Норти. Составная часть мезорегиона Центр штата Риу-Гранди-ду-Норти. Входит в экономико-статистический микрорегион Анжикус. Население составляет 9925 человек на 2006 год. Занимает площадь 676,417 км². Плотность населения — 14,7 чел./км².
Праздник города — 3 декабря.

## История
Город основан 3 декабря 1930 года. 

## Статистика
- Валовой внутренний продукт на 2003 год составляет 23 912 667,00 реалов (данные: Бразильский институт географии и статистики).
- Валовой внутренний продукт на душу населения на 2003 год составляет 2469,30 реалов (данные: Бразильский институт географии и статистики).
- Индекс развития человеческого потенциала на 2000 год составляет 0,640 (данные: Программа развития ООН).